# 힌두 점성술
조티샤(또는 산스크리트어로 "빛과 천체"를 뜻하는 조티스에서 파생된 조티시)는 힌두의 점성술과 천문학의 체계이다. 힌두 점성술과 더 최근에는 베다 점성술로도 알려져 있는 이것에는 세 개의 부문이 있다.:
- 싯단타: 인도 천문학.
- 삼히타: 전쟁과 지진, 정지적 사건, 재정 상태, 택일 점성술, 집과 건축에 관한 문제(《바스투 샤스트라》), 동물, 징조 그리고 전조 등과 관련된 중요한 사건들을 예언하는 세속 점성술.
- 호라: 상세한 예언의 점성술.

힌두 점성술의 근거는 소우주와 대우주가 연결되어 있다고 하는 《베다》(경전)의 반두에 대한 교의이다. 이것의 실천은 주로 서양(헬레니즘) 점성술에서 사용되는 회귀 황도대와는 다른, 아야남사의 조정이 춘분점의 점진적인 세차에 맞춰지는 항성 황도대를 따른다. 힌두 점성술은 달의 저택(나크샤트라)의 체계와 같이 헬레니즘 점성술에서는 발견되지 않는 요소를 지닌 미묘한 차이의 여러 하위 체계를 포함한다.
많은 힌두인들의 삶에 있어서 점성술은 중요한 부분을 차지한다. 힌두 문화에서, 전통적으로 새로 태어난 아기에게는 조티사 천궁도에 근거한 이름이 지어지며, 결혼과 새로운 사업의 개시 그리고 이사와 같은 삶의 많은 영역들에서 뿐만 아니라 역법 체계와 휴일의 구성에 있어서도 점성술이 스며있다. 현대 인도에서, 점성술은 과학 중에서의 입지가 계속 유지된다. 2001년의 안드라 프라데시 고등 법원의 한 판결에 따르면, 인도의 몇몇 대학교는 점성술의 고급 학위 과정을 제공한다.
19세기부터, 힌두 점성술(Hindu astrology)이라는 용어는 영어권에서 조티사와 동의어로 사용되어오고 있다. 베다 점성술(Vedic astrology)이라는 용어는 1980년대에 아유르베다나 요가에 관한 성공학의 서적들에서 공통적 사용이 시작된 비교적 최근의 것이다. 그러나, 베다에는 조티사에 대한 언급이 없고, 인도 아대륙에서의 천궁도 점성술은 베다 시대 이후에 헬레니즘의 영향을 받았음을 시사하므로, 베다라는 수식어는 다소 부적절한 명칭이다.

## 역사
조티사는 베다의 제례를 지키기 위해서 사용되는 여섯 가지의 보조 규율인 베단가 중의 하나이다.:376 초기의 조티사는 제사의 날짜를 결정하기 위한 달력의 준비 체계와 관련된다.:377 그것에는 행성에 대한 기록이 없다.:377 아타르바베다와 찬도갸 우파니샤드에서는 악귀를 부르는 식에 대한 언급이 있는데, 찬도갸에는 라후가 등장한다.:382 사실, 현재 행성을 뜻하는 용어 그라하는 본래 악귀를 의미했다.:381 《리그베다》도 악귀 스바르바누를 부르는 식을 언급한다. 그러나, 이후의 마하바라타와 라마야나에서 "그라하"는 스바르바누를 칭하는 특정 용어가 되었다.:382
(기원전 3세기) 그리스인들의 박트리아 정착 이후의 산스크리트어 문헌에서 행성이 언급된다.:382 헬레니즘 점성술의 전달 이후에 인도에서 행성의 순서는 일곱 요일에 적용되었다.:383 헬레니즘 점성술과 천문학은 양자리를 시작으로 하는 열두 황도대의 별자리와 상승점에서 시작되는 열두 곳의 점성학적 장소 또한 전파했다.:384 그리스 점성술이 인도에 소개 되었다는 최초 증거는 기원후 초세기의 연대를 가지는 《야바나자카타》이다.:383 2세기에 서부 사트랍스인 사카의 왕 루드라다만 1세의 후원 하에 야바네스바라에 의해서 야바나자카타("그리스인들의 금언")가 그리스어에서 산스크리트어로 번역되었고, 그것은 산스크리트어로 된 인도 최초의 점성학 논문으로 여겨진다. 그러나, 270년의 연대를 가지는 이후의 스푸지드바자의 시집본만이 잔존한다. 요일을 규정한 인도 최초의 천문학 문헌은 아랴바타(476년생)의 《야라바티야》이다.:383 미치코 야노에 의하면, 300년 동안 즉 초판 야바나자카타부터 아랴바티야까지 이르는 기간 동안 인도의 천문학자들은 그리스 천문학을 인도화하고 산스크리트어화하는 과업을 이행해야만 했다.:388 그러한 300년 간의 천문학 문헌들은 모두 소실되었다.:388 이후의 바라하미히라의 《판카싯단티카》가 6세기 인도의 알려진 다섯 분류의 천문학설을 요약한다.:388 그것은 이전의 그리스 천문학의 구 프톨레마이오스식 요소들 중 일부를 보존하고 있다는 점이 주목된다.:389
전형적인 인도 점성술이 근거하는 주요 문헌들은 중세 초기의 편찬물들인데, 칼랴나바르마에 의한 《브리하트 파라사라 호라사스트라》와 《사라발리》가 특별하다. 호라샤스트라는 7세기부터 8세기 초반까지의 연대를 가지는 제1부(1~51장)과 8세기 후반까지의 제2부(52~71장)의 71장으로 된 완성본이다. 사라발리 또한 800년경의 연대를 지닌다. 각각 1963년과 1961년에 N.N. 크리슈나 라우와 V.B. 추드하리에 의해서 이 문헌들의 영어 번역본들이 출판되었다.

## 요소

### 바르가
힌두 점성술에 사용되는 16 가지의 바르가('부분, 분할'이라는 뜻의 산스크리트어) 또는 분할의 천궁도가 있다.::61–64
| 바르가       | 나눗수 | 천궁도 | 목적                                       |
| ------------ | ------ | ------ | ------------------------------------------ |
| 라시         | 1      | D-1    | 출생 천궁도                                |
| 호라         | 2      | D-2    | 전체적인 부                                |
| 드레카나     | 3      | D-3    | 형제자매                                   |
| 카누르탐사   | 4      | D-4    | 재산                                       |
| 삽타맘사     | 7      | D-7    | 자녀                                       |
| 나밤사       | 9      | D-9    | 배우자 등.                                 |
| 다삼사       | 10     | D-10   | 소득 직업                                  |
| 드바다삼사   | 12     | D-12   | 부모, 조부                                 |
| 소다삼사     | 16     | D-16   | 탈것                                       |
| 빔삼사       | 20     | D-20   | 우파사나스, 사다나스                       |
| 카투르빔삼사 | 24     | D-24   | 교육(대학)                                 |
| 삽타빔삼사   | 27     | D-27   | 생명                                       |
| 트리삼사     | 30     | D-30   | 삶의 악                                    |
| 카베다삼사   | 40     | D-40   | 삶의 질                                    |
| 아크사베담사 | 45     | D-45   | (여기서부터, 출생 시간이 정확해야만 한다.) |
| 사스턈사     | 60     | D-60   | 쌍둥이를 구별하는데 사용됨. 전생의 업보 등 |

D-X

### 천궁도의 형태
조티사에서 사용되는 세 가지 천궁도 형식 가운데 두 가지는 다음과 같다.(인도 동부의 것이 한 가지 더 있다. :en:#Chart styles참조)
|  |  |

기호: 아슈 - Ra: 라후, Sa: 토성, Ve: 금성, Su: 태양, Ma:화성, Me: 수성, As: 라그나, Mo: 달, Ke: 케투, Ju: 목성.

### 그라하: 행성
그라흐(점유 그리고 무엇을 쥠을 뜻하는 데바나가리어 ग्रह, 산스크리트어 그라하)
아홉 개의 그라하 또는 나바그라하가 사용된다.::38–51
| 산스크리트어 이름   | 텔루구어 이름 | 칸나다어 이름 | 타밀어 이름 | 말라얄람어 이름 | 영어 이름        | 한국어 이름 | 축약형   | 성별 | 구나   |
| ------------------- | ------------- | ------------- | ----------- | --------------- | ---------------- | ----------- | -------- | ---- | ------ |
| 수리야(सूर्य)         | రవి            | ಸೂರ್ಯ           | ஞாயிறு, சூரியன்   | ആദിത്യന്‍           | Sun              | 태양        | Sy or Su | 남   | 사트바 |
| 찬드라(चंद्र)         | చంద్ర           | ಚಂದ್ರ           | திங்கள், சந்திரன் | ചന്ദ്രന്‍           | Moon             | 달          | Ch or Mo | 여   | 사트바 |
| 망갈라(मंगल)         | కుజ            | ಮಂಗಳ           | செவ்வாய்        | ചൊവ്വ             | Mars             | 화성        | Ma       | 남   | 타마스 |
| 부다(बुध)            | బుధ            | ಬುಧ            | புதன்         | ബുധന്‍             | Mercury          | 수성        | Bu or Me | 중   | 라자스 |
| 브리하스파티(बृहस्पति) | గురు            | ಗುರು            | வியாழன், குரு    | വ്യാഴം             | Jupiter          | 목성        | Gu or Ju | 남   | 사트바 |
| 슈크라(शुक्र)         | శుక్ర           | ಶುಕ್ರ           | வெள்ளி, சுக்கிரன்  | ശുക്രന്‍            | Venus            | 금성        | Sk or Ve | 여   | 라자스 |
| 샤니(शनि)            | శని            | ಶನಿ            | சனி          | ശനി              | Saturn           | 토성        | Sa       | 중   | 타마스 |
| 라후(राहु)            | రాహు            | ರಾಹು            | ராகு, கரும்பாம்பு  | രാഹു              | North Lunar Node | 승교점      | Ra       | 여   | 타마스 |
| 케투(केतु)            | కేతు            | ಕೇತು            | கேது, செம்பாம்பு   | കേതു              | South Lunar Node | 강교점      | Ke       | 남   | 타마스 |

행성의 최대 고양과 물라트리코나(주인 별자리) 그리고 쇠약의 위치는 다음과 같다.::21
| 그라하 | 고양                 | 물라트리코라     | 쇠약                 | 주인                 |
| ------ | -------------------- | ---------------- | -------------------- | -------------------- |
| 태양   | 10° 양자리           | 4°-20° 사자자리  | 10° 천칭자리         | 사자자리             |
| 달     | 3° 황소자리          | 4°-20° 게자리    | 3° 전갈자리          | 게자리               |
| 화성   | 28° 염소자리         | 0°-12° 양자리    | 28° 게자리           | 양자리, 전갈자리     |
| 수성   | 15° 처녀자리         | 16°-20° 처녀자리 | 15° 물고기자리       | 쌍둥이자리, 처녀자리 |
| 목성   | 5° 게자리            | 0°-10° 사수자리  | 5° 염소자리          | 사수자리, 물고기자리 |
| 금성   | 27° 물고기자리       | 0°-15° 천칭자리  | 27° 처녀자리         | 황소자리, 천칭자리   |
| 토성   | 20° 천칭자리         | 0°-20° 물병자리  | 20° 양자리           | 염소자리, 물병자리   |
| 라후   | 황소자리, 쌍둥이자리 | 처녀자리         | 전갈자리, 사수자리   | 물병자리 (공동주인)  |
| 케투   | 전갈자리, 사수자리   | 물고기자리       | 황소자리, 쌍둥이자리 | 전갈자리 (공동주인)  |

행성들 사이의 본연의 관계는 아래와 같다.::21
| 그라하 | 친구           | 중립                   | 적               |
| ------ | -------------- | ---------------------- | ---------------- |
| 태양   | 달, 화성, 목성 | 수성                   | 금성, 토성       |
| 달     | 태양, 수성     | 화성, 목성, 금성, 토성 | 수성, 금성, 토성 |
| 화성   | 태양, 달, 목성 | 금성, 토성             | 수성             |
| 수성   | 태양, 금성     | 화성, 목성, 토성       | 달               |
| 목성   | 태양, 달, 화성 | 토성                   | 수성, 금성       |
| 금성   | 수성, 토성     | 화성, 목성             | 태양, 달         |
| 토성   | 금성, 수성     | 목성                   | 태양, 달, 화성   |
| 라후   | 토성, 금성     | 화성, 수성, 목성       | 태양             |
| 케투   | 화성           | 수성, 목성, 금성, 토성 | 달               |

### 라시: 황도대 별자리
니라야나: 항성 황도대)는 (사나야: 회귀 황도대와 유사한) 가상의 360도의 띠이며, 동등한 12 구간으로 분할된다. 각각의 (30도씩의) 열두 부분은 별자리 또는 라시(산스크리트어로 '부분')로 불린다. 베다(조티사)와 서양의 황도대는 측정 방법이 다르다. 공시적으로, 두 체계는 같지만, 서양 점성술은 (행성의 이동이 춘분점에 있는 태양의 위치에 대해서 측정되는) 회귀 황도대를 사용하는 반면에, 조티사는 주로 (행성의 이동이 고정된 배경이라고 여겨지는 항성들에 대해서 측정되는) 항성 황도대를 사용하는 반면, 그러한 차이는 시간이 지날수록 더 두드러지게 된다. 분점의 세차운동의 결과로 인해, 두 천년기가 지나는 동안, 황경의 기점은 약 22도 이동해 왔다. 그 결과, 서양 점성술에서 행성들 항성 황도대에서의 위치에 비해 약 23일이 지난 별자리에 위치해 있는 반면, 조티사 체계에서의 행성의 배치는 실제 별자리와 일치한다.
| 번호 | 산스크리트어 | 산스크리트어 문자변환 국제 알파벳 (한글 발음) | 산스크리트어 해석 | 한글 이름 | 라틴어      | 그리스어  | 해설        | 타트바 (원소)   | 특성                                | 주인 행성 |
| ---- | ------------ | --------------------------------------------- | ----------------- | --------- | ----------- | --------- | ----------- | --------------- | ----------------------------------- | --------- |
| 1    | मेष           | Meṣa(메사)                                    | 숫양              | 백양궁    | Aries       | Κριός     | 숫양        | 테자스 (불)     | 카라(Cara) (가동적)                 | 화성      |
| 2    | वृषभ          | Vṛṣabha(블사바)                               | 황소              | 금우궁    | Taurus      | Ταῦρος    | 황소        | 프리티비 (흙)   | 스티라(Sthira) (고정적)             | 금성      |
| 3    | मिथुन          | Mithuna(미투나)                               | 쌍둥이            | 쌍아궁    | Gemini      | Δίδυμοι   | 쌍둥이      | 바유 (공기)     | 드비스바바바(Dvisvabhava) (이중적)  | 수성      |
| 4    | कर्कट         | Karkaṭa(칼카타)                               | 게                | 거해궁    | Cancer      | Καρκίνος  | 게          | 잘라 (물)       | 카라(Cara) (가동적)                 | 달        |
| 5    | सिंह           | Siṃha(심하)                                   | 사자              | 사자궁    | Leo         | Λέων      | 사자        | 테자스 (불)     | 스티라(Sthira) (고정적)             | 태양      |
| 6    | कन्या          | Kanyā(카냐)                                   | 소녀              | 처녀궁    | Virgo       | Παρθένος  | 처녀        | 프리티비 (공기) | 드비스바바바(Dvisvabhava) (이중적)  | 수성      |
| 7    | तुला           | Tulā(툴라)                                    | 저울              | 천칭궁    | Libra       | Ζυγός     | 저울        | 바유 (공기)     | 카라(Cara) (가동적)                 | 금성      |
| 8    | वृश्चिक         | Vṛścika(블스키카)                             | 전갈자리          | 천갈궁    | Scorpio     | Σκoρπιός  | 전갈자리    | 잘라 (물)       | 스티라(Sthira) (고정적)             | 화성      |
| 9    | धनुष          | Dhanus(다누스)                                | 활                | 인마궁    | Sagittarius | Τοξότης   | 궁수        | 테자스 (불)     | 드비스바바바(Dvisvabhava) (이중적)  | 목성      |
| 10   | मकर          | Makara(마카라)                                | 바다괴물          | 마갈궁    | Capricorn   | Αἰγόκερως | 뿔달린 염소 | 프리티비 (공기) | 카라(가동적)                        | 토성      |
| 11   | कुम्भ          | Kumbha(쿰바)                                  | 물주전자          | 보병궁    | Aquarius    | Ὑδροχόος  | 물붓는 사람 | 바유 (Air)      | 스티라(Sthira) (고정적)             | 토성      |
| 12   | मीन           | Mīna                                          | 물고기            | 쌍어궁    | Pisces      | Ἰχθεῖς    | 물고기      | 잘라 (물)       | 드비스바바바 (Dvisvabhava) (이중적) | 목성      |

힌두 점성술에서의 황도대 별자리는 신체 부위에 상응한다.:
| 별자리               | 신체 부위 |
| -------------------- | --------- |
| 메사(양자리)         | 머리      |
| 브리스바(황소자리)   | 입        |
| 미투나(쌍둥이자리)   | 팔        |
| 카르카(게자리)       | 옆구리    |
| 심하(사자자리)       | 심장      |
| 카냐 (처녀자리)      | 소화기관  |
| 툴라(천칭자리)       | 배꼽 부분 |
| 브리스키카(전갈자리) | 생식기관  |
| 다누(사수자리)       | 넓적다리  |
| 마카라(염소자리)     | 무릎      |
| 쿰바(물병자리)       | 아랫다리  |
| 미나(물고기자리)     | 발        |

### 브하바: 하우스
힌두 점성술에서, 하우스는 브라바(산스크리트어: '분할')이며, 차타카: 출생 천궁도는 브하바 카크라(산스크리트어: '바퀴')이다. 브하바 카크라는 삶의 360°의 완전한 주기이며, 하우스들로 분할되고, 천궁도의 효력을 나타내는 방식을 표현한다. 각각의 하우스는 특정 하우스의 해석을 달라지게 할 수 있는 카라카(산스크리트어: '운명성') 행성들과 연관성을 갖는다.:93–167
| 하우스 | 이름         | 카르카스                   | 의미                                                                |
| ------ | ------------ | -------------------------- | ------------------------------------------------------------------- |
| 1      | 라그나(타누) | 태양                       | 외견상 성격, 체격, 건강과 행복, 머리털, 외모                        |
| 2      | 다나         | 목성, 수성, 금성, 태양, 달 | 부(고정자산), 가족 관계, 식습관, 언어, 시력, 죽음                   |
| 3      | 사하자       | 화성                       | 자연상태, 천성, 용기, 힘, 아래 형제자매, 소통                       |
| 4      | 수카         | 달                         | 내면의 삶, 감정, 집, 재산, 중등 교육, 어머니                        |
| 5      | 푸트라       | 목성                       | 창조성, 자녀, 마음 수련, 푸냐, 사랑, 성, 대학 교육                  |
| 6      | Ari          | 화성, 토성                 | 급성 질환, 상처, 공개된 적, 법정다툼, 일과, 외국인, 봉사            |
| 7      | 유바티       | 금성, 목성                 | 사업과 개인적 인간관계, 결혼, 배우자, 전쟁, 싸움, 생식기            |
| 8      | 란드라       | 토성                       | 장수, 수명, 죽음, 모크샤, 만성 질환, 오랜 고대 전통, 성생활         |
| 9      | 다르마       | 목성, 태양                 | 행운, 운수, 영성, 다르마, 구루, 아버지와의 관계                     |
| 10     | 카르마       | 수성, 목성, 태양, 토성     | 꿈의 성취, 무릎과 척추, 현생의 업보, 직업, 하늘, 아버지             |
| 11     | 라바         | 목성                       | 이득, 일로부터 얻는 이익, 돈버는 능력, 고정소득, 사회적 배경과 조직 |
| 12     | 뱌야         | 토성                       | 손실, 직관, 투옥, 외국 여행, 모크샤                                 |

### 나크샤트라

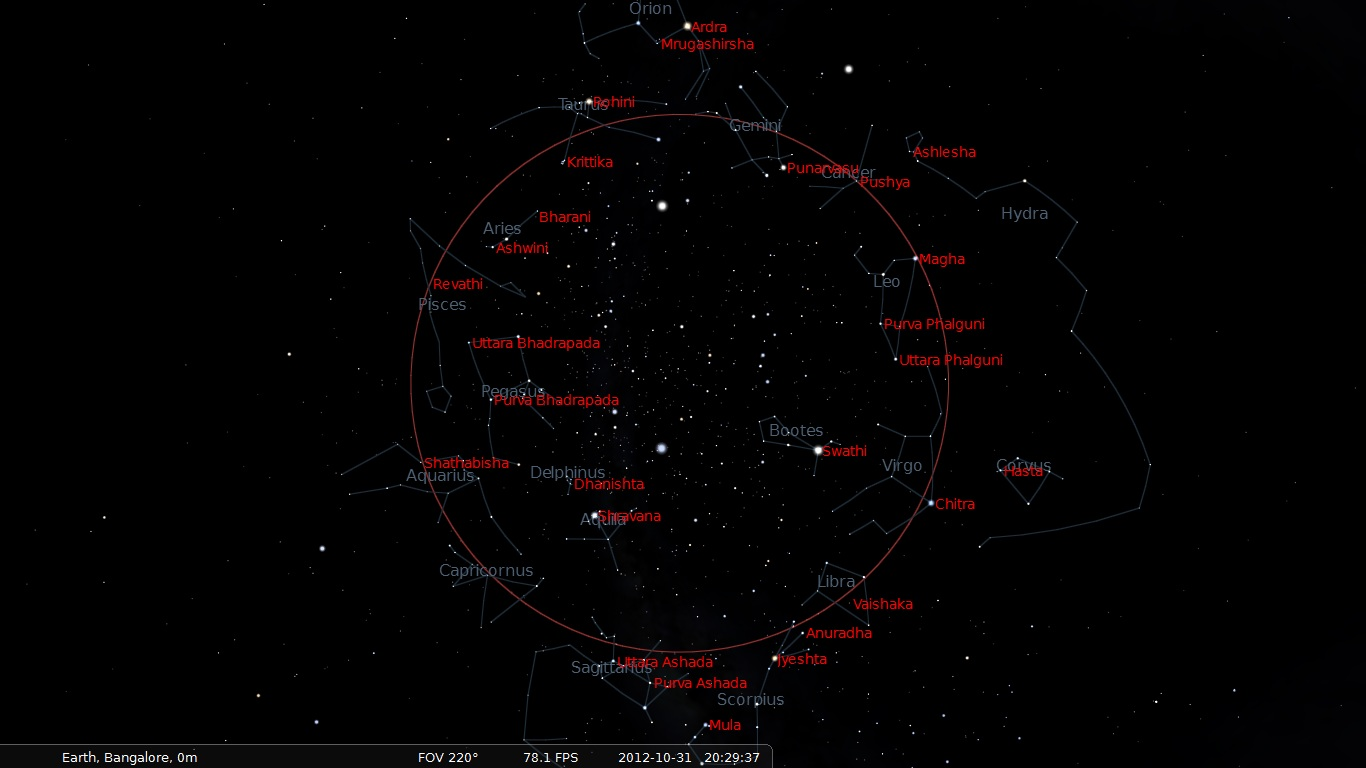
나크샤트라들

나크샤트라 또는 달의 저택은 힌두 점성술에서 사용되는 하늘의 27 분할 구간 중의 하나이며, 그것들에서 두드러지는 항성(들)으로 구분된다.:168
역사적(중세) 힌두 점성술은 27~28 개의 나크샤트라를 열거한다. 오늘날 대중적인 사용에 있어서 각각 황도의 13°20’씩을 차지하는 나트샤트라의 정밀한 체계를 선호한다. 없어진 28번째 나크샤트라는 아비제에타이다. 각각의 나크샤트라는 3°20’씩의 네 부분 또는 파다로 분할된다.
| #  | 이름                                 | 위치 (항성시 경도)                 | 주인 | 파다 1  | 파다 2    | 파다 3    | 파다 4    |
| -- | ------------------------------------ | ---------------------------------- | ---- | ------- | --------- | --------- | --------- |
| 1  | 아슈비니(अश्विनी)                       | 양자리 0 ~ 13°20'                  | 케투 | चु 추    | चे 체      | चो 초      | ला 라      |
| 2  | 브하라니(भरणी)                        | 양자리 13°20' ~ 26°40'             | 금성 | ली 리    | लू 루      | ले 레      | पो 로      |
| 3  | 크리티카(कृत्तिका)                       | 양자리 26°40' ~ 황소자리 10°00'    | 태양 | अ 아    | ई 이      | उ 우      | ए 에      |
| 4  | 로히니 (रोहिणी)                         | 황소자리 10°00' ~ 23°20'           | 달   | ओ 에    | वा 바      | वी 비      | वु 부      |
| 5  | 므리가쉬라 (मृगशिरा)                    | 황소자리 23°20' ~ 쌍둥이자리 6°40' | 화성 | वे 베    | वो 베      | का 카      | की 케      |
| 6  | 아르드라(आर्द्रा)                       | 쌍둥이자리 6°40' ~ 20°00'          | 라후 | कु 쿠    | घ 가      | ङ 나      | छ 츠하    |
| 7  | 푸나르바수(पुनर्वसु)                    | 쌍둥이자리 20°00' ~ 게자리 3°20'   | 목성 | के 케    | को 코      | हा 하      | ही 히      |
| 8  | 푸시야(पुष्य)                          | 게자리 3°20' ~ 16°40'              | 토성 | हु 후    | हे 헤      | हो 호      | ड 다      |
| 9  | 아슐레샤(आश्लेषा)                       | 게자리 16°40' ~ 사자자리 0°00'     | 수성 | डी 디    | डू 두      | डे 데      | डो 도      |
| 10 | 마가(मघा)                             | 사자자리 0°00' ~ 13°20'            | 케투 | मा 마    | मी 미      | मू 무      | मे 메      |
| 11 | 푸르바 또는 푸르바 팔구니(पूर्व फल्गुनी)  | 사자자리 13°20' ~ 26°40'           | 금성 | नो 모    | टा 마      | टी 티      | टू 투      |
| 12 | 우트라 또는 우트라 팔구니(उत्तर फल्गुनी) | 사자자리 26°40' ~ 처녀자리 10°00'  | 태양 | टे 테    | टो 토      | पा 파      | पी 피      |
| 13 | 하스타(हस्त)                          | 처녀자리 10°00' ~ 23°20'           | 달   | पू 푸    | ष 샤      | ण 나      | ठ 타      |
| 14 | 키트라(चित्रा)                          | 처녀자리 23°20' ~ 천칭자리 6°40'   | 화성 | पे 페    | पो 포      | रा 라      | री 리      |
| 15 | 스바티(स्वाती)                          | 천칭자리 6°40' ~ 20°00'            | 라후 | रू 루    | रे 레      | रो 로      | ता 타      |
| 16 | 비샤카(विशाखा)                          | 천칭자리 20°00' ~ 전갈자리 3°20'   | 목성 | ती 티    | तू 투      | ते 테      | तो 토      |
| 17 | 아누라다(अनुराधा)                       | 전갈자리 3°20' ~ 16°40'            | 토성 | ना 나    | नी 느그/니 | नू 누      | ने 네      |
| 18 | 제슈타(ज्येष्ठा)                         | 전갈자리 16°40' ~ 사수자리 0°00'   | 수성 | नो 노    | या 야      | यी 이      | यू 유      |
| 19 | 물라(मूल)                             | 사수자리 0°00' ~ 13°20'            | 케투 | ये 예    | यो 요      | भा 바      | भी 비      |
| 20 | 푸르바 아샤다(पूर्वाषाढ़ा)                 | 사수자리 13°20' ~ 26°40'           | 금성 | भू 브후  | धा 다      | फा 브하/파 | ढा 다      |
| 21 | 우트라 아샤다(उत्तराषाढ़ा)                | 사수자리 26°40' ~ 염소자리 10°00'  | 태양 | भे 브헤  | भो 브호    | जा 자      | जी 지      |
| 22 | 슈라바나(श्रवण)                       | 염소자리 10°00' ~ 23°20'           | 달   | खी 주/키 | खू 제/쿠   | खे 조/케   | खो 가/코   |
| 23 | 슈라비슈타 (धनिष्ठ) 또는 다니슈타      | 염소자리 23°20' ~ 물병자리 6°40'   | 화성 | गा 가    | गी 기      | गु 구      | गे 게      |
| 24 | 샤타비샤(शतभिषा) 또는 샤타타라카       | 물병자리 6°40' ~ 20°00'            | 라후 | गो 고    | सा 사      | सी 시      | सू 수      |
| 25 | 푸르바 바드라파다(पूर्वभाद्रपदा)          | 물병자리 20°00' ~ 물고기자리 3°20' | 목성 | से 세    | सो 소      | दा 다      | दी 디      |
| 26 | 우타라 바드라파다(उत्तरभाद्रपदा)         | 물고기자리 3°20' ~ 16°40'          | 토성 | दू 두    | थ 타      | झ 즈하    | ञ 다/트라 |
| 27 | 레바티(रेवती)                          | 물고기자리 16°40' ~ 30°00'         | 수성 | दे 데    | दो 도      | च 차      | ची 치      |

### 다샤: 행성 주기
다샤(데바나가리 문자]]: दशा, 산스리트어로 '행성의 주기') 힌두 점성수에서 이 체계는 행성들이 특정 기간들을 다스림을 나타낸다. 여러 다샤 체계가 있지만, 점성가들에게 사용되는 주요 체계는 빔소타리 다샤 체계이다. 첫 번째 마하 다샤는 출생 때의 달의 위치로 결정된다. 각각의 마하다샤는 부크티 또는 안타르다샤라고 불리는 소기간으로 안분된다. 게다가, 안분된 소기간도 안분될 수 있다.(그러나, 출생시간의 정확성에 따라 오차범위는 기하급수적으로 늘어난다.) 다음 소기간은 프라탼트라 다샤라고 불리는데, 다시 그것은 소크슈마 안타르다샤로 분할될 수 있으며, 그것은 또 파라나 안타르다샤로 분할될 수 있고, 그것은 데하 안타르다샤로 분할될 수 있다. 빔쇼타리 다샤의 기간은 다음과 같다.::211
| 마하다사 | 기간(태음년) | 부크디스                                           |
| -------- | ------------ | -------------------------------------------------- |
| 케투     | 7년          | 케투, 금성, 태양, 달, 화성, 라후, 목성, 토성, 수성 |
| 금성     | 20년         | 금성, 태양, 달, 화성, 라후, 목성, 토성, 수성, 케투 |
| 태양     | 6년          | 태양, 달, 화성, 라후, 목성, 토성, 수성, 케투, 금성 |
| 달       | 10년         | 달, 화성, 라후, 목성, 토성, 수성, 케투, 금성, 태양 |
| 화성     | 7년          | 화성, 라후, 목성, 토성, 수성, 케투, 금성, 태양, 달 |
| 라후     | 18년         | 라후, 목성, 토성, 수성, 케투, 금성, 태양, 달, 화성 |
| 목성     | 16년         | 목성, 토성, 수성, 케투, 금성, 태양, 달, 화성, 라후 |
| 토성     | 19년         | 토성, 수성, 케투, 금성, 태양, 달, 화성, 라후, 목성 |
| 수성     | 17년         | 수성, 케투, 금성, 태양, 달, 화성, 라후, 목성, 토성 |

### 드리슈티: 점성술의 각
드리슈티(산스크리트어로 '시야'라는 뜻) 힌두 점성술에서, 각은 한 하우스 전체에 미치며, 그라하는 각을 보내기만 하고, 먼 각일 수록 더 강하다고 여겨진다. 예를 들어, 화성이 4번째와 7번째 그리고 8번째 하우스와 각을 맺고 있다면, 8번째 하우스와의 각은 7번째와의 것보다 더 강력하다고 여겨지며, 7번째와의 것은 4번째와의 것보다 더 강력하다고 여겨진다.:26–27
| 그라하 | 하우스                            |
| ------ | --------------------------------- |
| 태양   | 7번째                             |
| 달     | 7번째                             |
| 수성   | 7번째                             |
| 금성   | 7번째                             |
| 화성   | 4번째, 7번째, 8번째               |
| 목성   | 5번째, 7번째, 9번째               |
| 토성   | 3번째, 7번째, 10번째              |
| 라후   | 5번째, 7번째, 9번째               |
| 케투   | 없음 (혹은, 5번째, 7번째, 9번째 ) |

### 고차라: 통과
고차라(산스크리트어: '통과') 출생 천궁도는 출생 순간의 그라하들의 위치를 보여준다. 그 순간부터, 그러하들은 출생 그라하와 상호작용 하며, 황도대를 계속 선회한다. 그러한 상호작용의 기간은 고차라라고 불린다.:227

### 요가: 행성의 결합
요가(산스리트어: '결합') 힌두 점성술에서, 요가는 서로 특정한 관계에 있는 행성의 결합이다.:265
힌두 점성술에는 많은 요가가 있지만, 현시대에는 대개 연관되는 상황에 따라 긍정적인 요가와 부정적인 요가가 다른 맥락으로 구별된다. 카알 사르프와 같은 어떤 요가들은 나쁘다고 여겨지지만, 카알 사르프 요가를 지니는 많은 유명인들과 억만장자들이 있다.

### 디그 발라: 방향의 힘
디그 발라(산스크리트어: '방향의 힘') 그라하들은 특정 방위의 하우스들에 있을 때, 힘을 얻는다.::25–26
| 하우스 | 그라하     | 방위 |
| ------ | ---------- | ---- |
| 1번째  | 목성, 수성 | 동쪽 |
| 4번째  | 금성, 달   | 북쪽 |
| 7번째  | 토성       | 서쪽 |
| 10번째 | 태양, 화성 | 남쪽 |

## 천궁도

### 라그나: 상승점
라그나(산스리트어: '상승점') 힌두 점성술에서 라그나는 지구에서 영혼과 그것의 새로운 삶 사이에 접촉이 이루어지는 첫 순간이다. 그것은 지평선이며, 그곳에 있는 상승점 별자리는 라그나 별자리로 여겨진다. 하우스는 라그나를 기준으로 계산된다. 예를 들면, 상승점의 앞의 15도에서부터 뒤까지 30도의 구간이 첫 번째 하우스로 계산된다.:96 상승점 즉 라그나는 출생 순간에 지평선에서 떠오르는 것을 의미하며, 따라서, 그것은 출생 천궁도의 해석에 있어서 개인 성격을 묘사한다고 여겨지는 첫 번째 하우스와 기초를 이루는 별자리를 나타낸다. 가장 효과적인 점인 라그나는 출생 시간과 장소에의 지평선에 상응하는 황도대 띠의 점이다.

### 카라카
1. 아트마카라카(산스크리트어: '영혼'을 뜻하는 '아트마'와 '운명성'을 뜻하는 '카라카'의 합성어) 힌두 점성술에서 아트마카라카는 영혼의 의함의 운명성이다. 그것은 가장 큰 경도를 갖는 행성이다.[11]:326

1. 아마탸카라카는 한 사람의 출생 천궁도에서 두 번째로 큰 경도에 있는 행성이다. 그것은 그 사람의 마음을 나타낸다.
2. 브하라트라카라카: 형제자매
3. 마트르카라카: 어머니
4. 피트르카라카: 아버지, 조상
5. 푸트라카라카: 자녀, 성
6. 즈나티카라카: 친척과 혈족
7. 다라카라카: 배우자

### 간단타: 업보의 매듭
간단타(산스크리트어: '매듭'을 뜻하는 간드와 '끝'을 뜻하는 안타의 합성어) 간단타는 힌두 점성술에서 영적인 또는 업보의 매듭이다. 간단타는 출생 천궁도서 백도와 황도가 만나는 접합점이며, 영혼의 성장 시기와 직접적으로 연관된다.:61–64

### 아야남사: 황도대의 전환
아야남사(산스크리트어: '이동'을 뜻하는 아냐나와 '요소'를 뜻하는 '암사'의 함성어)는 회귀 황도대(사나야)와 항성 황도대(니라야나) 사이의 경도 차이이다. 회귀 황도대의 체계는 분점 세차 운동을 고려하지 않기 때문에, 그것은 항성 황도에에서 사용되는 보정이다.:11

### 마우댜: 연소
마우댜(산스크리트어: '연소')는 행성이 태양과 [[합 (천문학)|합[[에 있는 것이다. 행성이 연소한다고 여겨지는 도수는 다음과 같다.:33
| 그라하 | 도수 |
| ------ | ---- |
| 달     | 12   |
| 수성   | 13   |
| 금성   | 9    |
| 화성   | 17   |
| 목성   | 11   |
| 토성   | 15   |

### 사데 사티: 결정적 통과
사데 사티는 출생 달에 대한 토성의 통과(토성의 복귀)로써, 출생 천궁도에서 가장 중요한 통과이며, 거의 7.5년에 걸쳐서 완료된다. 그 통과는 토성이 말의 바로 팡의 하우스에 입장했을 때 시작되어, 달의 다음 하우스로 넘어갈 때 끝난다. 가장 강한 국면은 토성의 달의 양쪽으로 2~3°에 있을 때이다. 그 통과의 시작은 다뤄질 문제에 대한 암시를 나타낼 것이다. 사테 사티는 일반적으로 직업이나 삶의 진로의 변화를 수반하는 완전한 변모를 야기한다.:231-232

## 현대 인도
데이빗 핑그리는 힌두 점성술과 전통 의술은 모두 상응하는 서양의 것들에 의해서 많이 변형되어오고 있음에도 불구하고, 현대 인도에서 가장 잘 보전되어오고 있는 두 분류의 전통 과학이다.
점성술은 동신대의 인도에서 힌두교의 민속 신앙의 중요한 츨면으로 남아 있다. 많은 힌두인들으 행성을 포함하는 천체가 인간의 생애 전반에 걸쳐서 효력을 가지며, 행성들의 효력이 카르마의 "열매"라고 믿는다. 행성의 신격인 나바크라하는 예를 들어, 정의를 관할하는 최고의 존재인 이슈바라에 종속한다고 여겨진다. 따라서 그러한 행성들은 세속의 삶에 영향을 끼칠 수 있다.

### 점성술의 지위
2000년대 초반에, 바라티야 자나타 당이 인도 정부를 이끌었고, 점성술은 미국의 교육에서 논의되는 창조과학에 비할 정도로, 종교적 우파와 학문적 기득권층 사이의 정치적 논쟁의 쟁점이 되었다.
인도의 과학 공동체와 해외에서 근무하는 인도의 과학자들의 만연한 반대에도 불구하고, 대학 인가 위원회와 정부의 인간 자원 개발부는 "죠티르 비갼"(예를 들어, 죠티르 비즈나나) 또는 "베다 점성술"을 인도 대학들의 학과목으로 소개했고, 그러함은 안드라 프라데시 고등법원의 판결에 의해 지지되었다. 같은 해 9월에, 인도 대법원은 탄원에 대한 응답으로 인간 자원 개발부에 대한 응답으로 대학의 교과과정에 점성술을 소개하는 것은 "국가가 지금까지 이룩해 온 과학적 신뢰성을 무엇이든 약화시키는 거꾸로의 대단한 도약이다."라는 내용의 공문을 통보했다.
2004년, 인도 대법원은 점성술을 가르치는 것은 종교의 촉진으로 간주되지 않는다는 판결로, 더 이상의 탄원을 기각했다. 2011년 2월, 봄바이 고등법원은 점성술이 과학으로서의 지위에 도전해오고 있다는 사례를 기각하므로, 인도에서의 그것의 입지를 재차 확인했다.

## 참고 문헌
- Kim Plofker, "South Asian mathematics; The role of astronomy and astrology", Encyclopædia Britannica (online edition, 2008)
- David Pingree and Robert Gilbert, "Astrology; Astrology In India; Astrology in modern times", Encyclopædia Britannica (online edition, 2008)
- "Hindu Chronology" en:Encyclopædia Britannica Eleventh EditionEncyclopædia Britannica Eleventh Edition (1911)
- David Pingree, "Astronomy and Astrology in India and Iran", Isis ~ Journal of The History of Science Society (1963), 229–246.
- David Pingree, Jyotiḥśāstra in J. Gonda (ed.) A History of Indian Literature, Vol VI, Fasc 4, Otto Harrassowitz, Wiesbaden (1981).
- Ebenezer Burgess, "On the Origin of the Lunar Division of the Zodiac represented in the Nakshatra System of the Hindus", Journal of the American Oriental Society (1866).
- William D. Whitney, "On the Views of Biot and Weber Respecting the Relations of the Hindu and Chinese Systems of Asterisms"", Journal of the American Oriental Society (1866).
- Satish Chandra, "Religion and State in India and Search for Rationality", Social Scientist (2002).

## 같이 보기
- 나디 점성술
- 인도 천문학
- 점성술의 역사
- 조티사 문헌
- 천문고고학과 베다 점성술
- 판창가
- 힌두 연대학
- 힌두 우주론
- 힌두력
- 조티샤스트라